# Friesea wilkeyi
Friesea wilkeyi är en urinsektsart som beskrevs av Christiansen och Bellinger 1974. Friesea wilkeyi ingår i släktet Friesea och familjen Neanuridae. Inga underarter finns listade i Catalogue of Life.